# Marc Girardelli
Marc Girardelli (Lustenau, Austria, 18 de julio de 1963) es un deportista luxemburgués que compitió en esquí alpino; cuatro veces campeón mundial.

## Trayectoria
Participó en tres Juegos Olímpicos de Invierno, entre los años 1988 y 1994, obteniendo dos medalas de plata en Albertville 1992, en las pruebas de eslalon gigante y supergigante.
Ganó once medallas en el Campeonato Mundial de Esquí Alpino entre los años 1985 y 1996.
En la Copa del Mundo consiguió 46 victorias y 100 podios en total. Ganó la clasificación general de la Copa del Mundo en cinco ocasiones: 1985, 1986, 1989, 1991 y 1993.
Recibió el Premio Skieur d’Or en 1989 y 1991. Fue nombrado «Deportista masculino del año» en su país en 1988, 1989, 1991, 1993, 1994 y 1996.

## Palmarés internacional
| Juegos Olímpicos   | Juegos Olímpicos               | Juegos Olímpicos  | Juegos Olímpicos |
| Año                | Lugar                          | Medalla           | Prueba           |
| ------------------ | ------------------------------ | ----------------- | ---------------- |
| 1992               | Albertville (Francia)          | Medalla de plata  | Eslalon gigante  |
| 1992               | Albertville (Francia)          | Medalla de plata  | Supergigante     |
| Campeonato Mundial |                                |                   |                  |
| Año                | Lugar                          | Medalla           | Prueba           |
| 1985               | Bormio (Italia)                | Medalla de plata  | Eslalon          |
| 1985               | Bormio (Italia)                | Medalla de bronce | Eslalon gigante  |
| 1987               | Crans-Montana (Suiza)          | Medalla de oro    | Combinada        |
| 1987               | Crans-Montana (Suiza)          | Medalla de plata  | Eslalon gigante  |
| 1987               | Crans-Montana (Suiza)          | Medalla de plata  | Supergigante     |
| 1989               | Vail (Estados Unidos)          | Medalla de oro    | Eslalon          |
| 1989               | Vail (Estados Unidos)          | Medalla de bronce | Combinada        |
| 1991               | Saalbach-Hinterglemm (Austria) | Medalla de oro    | Eslalon          |
| 1993               | Morioka (Japón)                | Medalla de plata  | Eslalon          |
| 1993               | Morioka (Japón)                | Medalla de bronce | Combinada        |
| 1996               | Sierra Nevada (España)         | Medalla de oro    | Combinada        |